# 鄭家朗
鄭家朗（英語：Isaac Cheng Ka Long；1999年11月18日—），香港社運人士，目前流亡海外，於2023年獲英國內政部批出難民身份，前香港眾志副主席兼最年輕成員、香港樹仁大學學生會評議會主席、香港樹仁大學社會學學生、教育倡議組織教育野發言人。他常就教育議題發表意見。
鄭家朗在就讀小學時為香港工會聯合會義工。在反德育及國民教育科時期，因通識教育科老師在堂上講解撤回國民教育的原因，成為他參與政治活動的契機。

## 爭議

### 要求樹仁延期收回學生會室
2018年12月7日，香港樹仁大學學生會收到樹仁大學學生事務處信件，指由於來屆學生會「缺莊」，校方將收回學生會會室及民主牆，並要求學生會成員在明年1月1日前搬離會室。樹仁學生會候任評議會主席鄭家朗批評校方借故打壓學生自治及言論自由。並於12月18日聯同9間院校學生會發表聲明，要求校方於12月27日前回應，確保學生會的場地及資源不受影響，以及承認其管理民主牆的權利，否則不排除將行動升級。校方於12月21日學生代表會面後，決定將學生會辦公室及民主牆的使用期限延長至明年3月31日，待學生會完成幹事會補選後，再商討2018至19年度借用協議簽訂事宜。

### 批評警察
2020年3月26日，鄭家朗在社交媒體發布小學教科書中的一页，该教科书写道“警方施放催淚彈，把暴徒驅散。”出版社採用陈述句的句式，讲述警察守护社会安全的職责，然而鄭家朗却用这本旧教材批评警察和教育工作者，他发文「當中意圖非常明顯，就是要學生從小學開始認知警察施催淚彈並非『攻擊/謀殺』這些『示威者』，而是『驅散』這些『暴徒』」。香港教育局稱这本教科書於2011年出版，至今未曾改動，並回應「對於有團體現在故意將兩者相提並論，大做文章宣揚其主張，誤導視聽，局方深表遺憾」。

### 對部分法律有意見
鄭家朗由於2019年在立法會的《國歌條例》公聽會內抗議，被控在會議廳範圍內逗留時未有遵守秩序，2020年6月12日，裁判官判傳票控罪罪名成立，考慮到案情輕微，僅罰款1000元。鄭家朗離開法庭時表示感到失望，認為法律成為當權者武器攻擊抗爭者，目前傾向不上訴。

### 被指潛逃
《文匯報》和《大公報》於2020年7月曾報道，前香港眾志副主席鄭家朗已潛逃英國或台灣，但兩報說法不一。翌月，鄭家朗以「教育野」發言人身份出席一個關於通識教育教科書篡改內容的記者會時稱曾因家庭及私人事務，一度短暫離開香港，但因已返港，否認潛逃。後來在2022年4月2日，他在社交平台Facebook公佈他已在英國。2023年7月3日，他在同家社交平台提到他因申請BNO簽證失敗，恐怕不能留在英國。

## 外部連結
- 鄭家朗（页面存档备份，存于）的Facebook專頁